# Saint-Genis
Pour les articles homonymes, voir Saint-Genis (homonymie).
Saint-Genis est une ancienne commune française située dans le département des Hautes-Alpes en région Provence-Alpes-Côte d'Azur, devenue, le 1er janvier 2016, une commune déléguée de la commune nouvelle de Garde-Colombe.

## Toponymie
Le nom de la localité est attesté sous la forme latine Sanctus Ginesius en 523 dans un document conservé aux archives apostoliques vaticanes. La bulle papale autorise la création de la paroisse et la place sous la protection de saint Genès, martyr du IVe siècle. Comédien, Genès jouait un rôle de chrétien qui était la risée des spectateurs mais, devint réellement chrétien. Il est décapité. Sanctus Genesius en 1209 dans le cartulaire de Durbon.
Sant Genis en provençal haut-alpin.  
Greffier à Arles, Genès, encore catéchumène, refusa d'enregistrer les édits de Rome ordonnant la persécution des chrétiens.

## Politique et administration
| Période                                  | Période   | Identité      | Étiquette | Qualité  |
| ---------------------------------------- | --------- | ------------- | --------- | -------- |
| Les données manquantes sont à compléter. |           |               |           |          |
| mars 2001                                | mars 2008 | Luc Barniaudy |           |          |
| mars 2008                                | En cours  | Daniel Nussas | SE        | Retraité |

## Démographie
L'évolution du nombre d'habitants est connue à travers les recensements de la population effectués dans la commune depuis 1793. À partir du 1er janvier 2009, les populations légales des communes sont publiées annuellement dans le cadre d'un recensement qui repose désormais sur une collecte d'information annuelle, concernant successivement tous les territoires communaux au cours d'une période de cinq ans. 
Pour les communes de moins de 10 000 habitants, une enquête de recensement portant sur toute la population est réalisée tous les cinq ans, les populations légales des années intermédiaires étant quant à elles estimées par interpolation ou extrapolation. Pour la commune, le premier recensement exhaustif entrant dans le cadre du nouveau dispositif a été réalisé en 2006,.
En 2013, la commune comptait 50 habitants, en évolution de −10,71 % par rapport à 2008 (Hautes-Alpes : +2,98 %, France hors Mayotte : +2,49 %).
| 1793 | 1800 | 1806 | 1821 | 1831 | 1836 | 1841 | 1846 | 1851 |
| ---- | ---- | ---- | ---- | ---- | ---- | ---- | ---- | ---- |
| 180  | 227  | 251  | 256  | 254  | 254  | 249  | 246  | 235  |

| 1856 | 1861 | 1866 | 1872 | 1876 | 1881 | 1886 | 1891 | 1896 |
| ---- | ---- | ---- | ---- | ---- | ---- | ---- | ---- | ---- |
| 230  | 214  | 206  | 205  | 190  | 135  | 132  | 129  | 112  |

| 1901 | 1906 | 1911 | 1921 | 1926 | 1931 | 1936 | 1946 | 1954 |
| ---- | ---- | ---- | ---- | ---- | ---- | ---- | ---- | ---- |
| 115  | 91   | 82   | 77   | 66   | 65   | 57   | 52   | 53   |

| 1962 | 1968 | 1975 | 1982 | 1990 | 1999 | 2006 | 2011 | 2013 |
| ---- | ---- | ---- | ---- | ---- | ---- | ---- | ---- | ---- |
| 42   | 31   | 30   | 36   | 44   | 49   | 55   | 50   | 50   |